# Protomycopsis leucanthemi
Protomycopsis leucanthemi är en svampart som beskrevs av Magnus 1905. Protomycopsis leucanthemi ingår i släktet Protomycopsis och familjen Protomycetaceae.   Inga underarter finns listade i Catalogue of Life.